# Marie-Augustin Xavier Feuillet
Pour les articles homonymes, voir Feuillet.
Marie-Augustin Xavier Feuillet est un marin et corsaire français, né à Paris en 1774, et mort à Dun-les-Places (Nièvre), le 2 février 1861.

## Biographie
Né à Paris, rue de Bourbon, en 1774, Marie-Augustin Xavier Feuillet est originaire du Morvan par son père, Claude Feuillet, marchand de bois, né à  Château-Chinon. Sa mère, Jeanne Diot de Blanchard, est originaire de Versailles. Ils demeuraient à Paris, bénéficiaires d'un emploi dans la maison de Louis XV.
Son père devient propriétaire à Chitry-les-Mines à la fin du XVIIIe siècle et s'y retire avec sa famille. Marie-Augustin Xavier a la vocation pour la marine. Le 29 septembre 1787, il embarque au Havre comme mousse sur Le Courageux, navire en partance pour quatre ans à la Guadeloupe. En 1791, il est matelot sur la frégate La Fortunée. Ce navire construit à Toulon est en mission au large de la Sardaigne lorsqu'il est touché à proximité de Cagliari par la flotte anglaise.
En 1793, il est sur le même navire, armé à Brest, et parti rejoindre l'escadre de la Méditerranée. Il est devenu timonier, puis aspirant 2e classe et se trouve devant la rade de Tunis. Cette fois, Désirée Marie Maistral, qui commande à bord pendant cette campagne de Corse, fait incendier son navire par l'équipage, le 19 février 1794, pour ne pas tomber aux mains des Anglais après l'évacuation de Saint-Florent. Il est de la manœuvre et aurait mis lui-même le feu, au péril de sa vie, et serait le dernier à avoir quitté le navire après avoir copieusement arrosé de boulets le Prosélyte. Cet acte de courage lui vaudra le grade d'aspirant première classe mais son capitaine, prisonnier de guerre après la capitulation de Bastia, sera poursuivi par contumace par le Conseil de Guerre maritime, déclaré non coupable et acquitté de la perte de sa frégate.
Rentré en France, il réussit avec brio ses examens qui lui permettent d'accéder au titre d'enseigne de vaisseau le 17 février 1797 et rejoint l'Armée d'Italie à bord de La Justice). Fait prisonnier par les Anglais au cours de l'expédition d’Égypte, il est emmené en captivité à Oran, où il sera libéré en août 1798, et devient major du port de Toulon.
Promu lieutenant de vaisseau, il embarque sur le Généreux le 2 février 1800 et part ravitailler Malte sous blocus anglais. La flotte arrive en vue de l'île le 18 février 1800. L’amiral Nelson est à bord de son navire amiral le HMS Foudroyant et donne le signal de l'attaque. Une grande partie de la flotte française est détruite, le commandant Pérée étant touché à mort, Feuillet prend le commandement. La partie est inégale, les rescapés se rendent. Feuillet est une nouvelle fois prisonnier et envoyé à Syracuse et à Messine. Comme la fois précédente, il va bénéficier d'un échange de prisonniers et rentrera à Toulon.
Durant sa captivité, il a fait la connaissance du géologue et minéralogiste Déodat de Dolomieu, membre de l'Institut, avec lequel il s'est lié d'amitié. Libéré avant lui, Feuillet n'aura cesse de faire libérer son ami, qui meurt quelques mois après, en novembre 1800.
Feuillet va se mettre à son compte. En 1800, il se lance dans la course au nom de la Marine marchande à laquelle il a demandé la permission d'acquérir une « demi-galère afin de courir sus aux ennemis de la République »[réf. nécessaire]. C'est en compagnie de deux autres officiers qu'ils vont intercepter des bâtiments anglais, leur saisissant leur cargaison, l’État lui abandonnant une partie des prises. Comme beaucoup dans ces temps, il va rapidement faire une fortune conséquente.
Il semble avoir cessé cette activité vers 1808, date de son mariage à Marseille avec Thérèse Fabre. Cette union ne dura pas, son épouse réussissant obtient une pension viagère jusqu'à sa mort en 1839.
Feuillet demeura jusqu'en 1816 dans la maison familiale de Chitry-les-Mines, et acquiert la seigneurie du Parc à Dun-les-Places le 16 juillet 1816.
« C'était un homme de haute taille, de forte corpulence, les vertus d'humilité, d'abnégation lui étaient peu connues. Lorsqu'il était aux armées, il visait aux grands exploits, il était curieux d'honneur et de haute renommée. »
Laurent Augustin Pelletier de Chambure, nous dit en 1865 qu'il est « doté d'un langage très imagé, peu intellectuel […] c'était au demeurant un fort bon homme, plein de franchise et d'humeur hospitalière. »
Devenu maire de la commune, il le restera pendant vingt cinq ans.

## Grades
- Mousse le 29 septembre 1787, quatre années en Guadeloupe ;
- Matelot, 1791 ;
- Timonier, 1792 ;
- Aspirant, 2e classe, 1793 ;
- Aspirant 1re classe en 1794 ;
- Enseigne de vaisseau, le 17 février 1797 ;
- Commandant temporaire à Concarneau ;
- Major, au port de Toulon, en août 1798 ;
- Lieutenant de vaisseau, le 15 décembre 1798[4].

## Navires
- Le Courageux, mousse de 1787 à 1791 ;
- La Fortunée, frégate construite à Toulon, matelot de 1792, elle est coulée au large de la Sardaigne, en marge de Cagliari, par les Anglais ;
- La Justice, en 1798 ;
- Le Généreux, embarque le 2 février 1800, pour ravitailler Malte sous blocus anglais.

## Décorations
- Chevalier de la Légion d'honneur en 1831

### Iconographie
- Anonyme, Marie-Augustin Xavier Feuillet, buste, Dun-les-Places, église paroissiale Sainte-Amélie.